# Olof Havrén
Klas Karl Olof Havrén, född 19 augusti 1901 i Fardhem, Gotlands län, död 15 juli 1980 i Uppsala, var en svensk präst.

## Biografi
Havrén var son till prosten Klas Havrén (1859-1940) och Karolina Landström (1873-1951). Efter studier i Visby blev han student vid Uppsala universitet höstterminen 1920 och filosofie kandidat den 31 januari 1924, filosofie magister den 1 november 1924 och teologie kandidat den 30 maj 1930. Han avlade prästexamen och prästvigdes den 31 augusti 1930. Havrén blev stiftsadjunkt den 1 januari 1931, tillförordnad kyrkoherde i Hejde den 1 maj 1932 och kyrkoherde i Fardhem den 5 april 1933 med tillträde den 1 maj 1934. Havrén var kontraktsprost i Sudertredingens kontrakt från 1954. Han var ledamot i Visby domkapitel från 1959, suppleant i Visby stiftsnämnd från 1963. Havrén var medarbetare i Visby stift i ord och bild med mera.
Havrén gifte sig 1938 med Anna Åkerbäck, dotter till hemmansägaren Oskar Åkerbäck och Elise Lindby. Han var far till Margareta (född 1941), Katarina (född 1943) och Klas (född 1944).

## Utmärkelser
- Ledamot av Vasaorden (LVO)